# Какабадзе, Саурмаг Саргисович
Саурмаг Саргисович Какабадзе (2 июня 1928 — 12 сентября 1977) — советский историк-медиевист и филолог. Специальность — древнейший период истории Грузии. С 1960 года работал научным сотрудником Кавказского кабинета Института народов Азии АН СССР (Ленинград),. Издал и подготовил к печати ряд статей и больших работ.

## Публикации
- Грузинские документы Института народов Азии АН СССР / отв. ред. Р. Р. Орбели. М.: «Наука», ГРВЛ, 1967. 512 с.
- Хроника ксанских эриставов начала XV в. // Письменные памятники Востока / Историко-филологические исследования. Ежегодник 1968. М.: «Наука», ГРВЛ, 1970. С. 103—126.
- Грузинские документы IX—XV вв. в собрании Ленинградского отделения Института востоковедения АН СССР / Перевод и комментарии С. С. Какабадзе. / Отв. ред. Р. Р. Орбели. М.: «Наука», ГРВЛ, 1982. 274 с.